# Meton (geslacht)
Meton is een kevergeslacht uit de familie van de boktorren (Cerambycidae). De wetenschappelijke naam van het geslacht werd voor het eerst geldig gepubliceerd in 1862 door Pascoe.

## Soorten
Meton omvat de volgende soorten:
- Meton digglesii Pascoe, 1859
- Meton granulicollis Pascoe, 1859
- Meton tropicus Pascoe, 1862